# Rio Pinheiros
Der Rio Pinheiros ist ein 25 km langer Fluss im brasilianischen Bundesstaat São Paulo. Er fließt durch die gleichnamige Hauptstadt des Bundesstaats.
Der Fluss entsteht durch den Zusammenfluss des Rio Guarapiranga und des Rio Grande in der Zona Sul São Paulos und mündet im Nordwesten der Stadt in den Rio Tietê.
Auf beinahe seiner kompletten Länge fließt er parallel zur Stadtautobahn Marginal Pinheiros, die zusammen mit der Marginal Tietê am Rio Tietê die Hauptschlagader des städtischen Verkehrssystems bildet. Eine für den Straßenverkehr bedeutende Brücke über den Rio Pinheiros ist die Ponte Estaiada Octávio Frias de Oliveira.